# عابران بی‌شتاب، اتوبوس‌های بدون سقف و اسب‌های یورتمه‌زن کالسکه‌های هنسوم
عابران بی‌شتاب، اتوبوس‌های بدون سقف و اسب‌های یورتمه‌زن کالسکه‌های هنسوم عنوان فیلمی است صامت و کوتاه با تکنیک عکاسی سیاه و سفید به کارگردانی ویلیام فریز-گرین. این فیلم محصول سال ۱۸۸۹ نمایش عمومی نداشت و هیچ نسخه ای از آن موجود نیست.